# توزون
أبو الوفا توزون التركي (توفي في مُحرَّم 334هـ / أغسطس 945م) كان غلامًا تركيًا خدم في البداية مرداويج الزياري ثم عمل في الخلافة العباسية وترقَّى حتى أصبح أمير الأمراء.

## سيرة شخصية
استدعى الخليفة إبراهيم المُتقي لله الأمير توزون، بعد ضجره من ناصر الدولة الحمداني الذي استولى على بغداد. تمكن توزون من طرد الحمداني من بغداد، وتولى إمرة الأمراء في 31 مايو 943. غدر توزون بالخليفة المُتقي لله لاحقًا، فخلعه من الحكم وسمل عينيه وأعماه. شغل توزون إمرة الأمراء حتى وفاته في أغسطس 945، قبل أشهر قليلة من سقوط بغداد تحت سيطرة البويهيين الفرس. وُصف توزون بالتجبُّر والفُسق والظُّلم قتل خلقًا كثيرًا خلال فترة إمرته.